# Witiges
Witiges, Witigis – król Ostrogotów w latach (536-540). Był pierwszym królem spoza rodu Amalów. Jego żoną była Matasunta, córka Amalasunty i siostra Atalaryka. Na tronie zasiadł po zgładzeniu Teodahada w trakcie wojny z wodzem cesarza Justyniana, Belizariuszem. Witiges, chcąc wzmocnić się w Italii, zawarł sojusz z Frankami i Alamanami. Dnia 21 lutego 537 Goci rozpoczęli oblężenie zajętego przez Belizariusza Rzymu. W wyniku dywersji na swoich tyłach musieli w marcu 538 r. odstąpić od oblężenia i pomaszerować na pomoc Rawennie. W 538 w Italii wylądował korpus Narsesa, jednak osobisty konflikt Belizariusza i Narsesa paraliżował skuteczne działania przeciwko Witigesowi. W 539 siostrzeńcowi króla, Uraisowi, udało się zadać klęskę wojskom cesarskim w Ligurii oraz zdobyć Mediolan. Belizariusz szybko odzyskał inicjatywę oblegając Auximum, klucz do Rawenny, w której zamknął się Witiges. W tym czasie do północnej Italii wdarła się armia Franków pod wodzą Teudeberta, który za koncesje terytorialne gotów był poprzeć oblężonego w Rawennie Witigesa. Jednak Witiges poddał się Belizariuszowi, którego wojska w maju 540 weszły do Rawenny. Witiges został odesłany na wschód, a jego następcą został Hildebad.